# Jean-Claude Osman
Jean-Claude Osman (født 6. marts 1947 i La Suze, Frankrig) er en tidligere fransk fodboldspiller (forsvarer).
Osman tilbragte stort set hele sin karriere hos FC Nantes, der var hans klub i hele 14 sæsoner, fra 1964 til 1978. Han var med til at sikre klubben det franske mesterskab i både 1973 og 1977, inden han sluttede karrieren af med en enkelt sæson hos Angers SCO.
Osman spillede desuden én kamp for Frankrigs landshold, en venskabskamp mod Grækenland 8. september 1973.

## Titler
Ligue 1
- 1973 og 1977 med FC Nantes